# 死霊戦線
『死霊戦線』（しりょうせんせん）は、1987年にクロスメディアソフトから発売されたMSX2用ロールプレイングゲームである。開発はファン・ファクトリーが行っている。
1988年に『死霊戦線 ブラウニングの復活』というタイトルでPC-8801に移植された他、1989年にはPCエンジンに移植されている。

## ゲーム内容

### システム
主人公ライラ・アルフォンを操り、クリーチャーと戦いながら田舎町のチャニーズ・ヒルを襲った謎を解いていくロールプレイングゲームである。移動時はトップビュー。戦闘ではサイドビューに切り替わり、敵と撃ち合うアクションゲームになる。MSX2版とPCエンジン版は残弾数と複数敵との同時戦闘の概念があり、PC88版はPS処理分の残弾数はあるが実質的に弾数無制限で敵とは1対1の戦闘となっている。基本的にダンジョン内に分散配置された宝箱の中から弾薬やアイテムを入手していくが、PCエンジン版は配置数が極端に抑えられ、代わりに戦闘時に敵が弾薬や回復アイテムをドロップするものに変更された。

### PS処理
正式名称は「Psychic Sealed Remedy」。S-SWATが使う超能力で、通常武器では効果が薄い死霊たちに対し、銃弾に念を込めることで唯一対抗できる有効な攻撃手段となる。S-SWAT隊員は全員がこの能力を持っている。
戦闘中に処理を行うことはできず、あらかじめ処理を行った銃弾を用意しておく必要がある。PS処理には精神力を要し、精神力残量と防御力は共有するシステムになっている。PS処理しておけば攻撃面で有利になる反面、防御面では不利になる仕組みになっている。
MSX2版では睡眠を取ることで解除され、睡眠システムのないPCエンジン版では回復拠点となる教会に戻ることで解除される。PC-88版のみ重ね掛けが可能となっており、発砲する度に弱体化していく。ステータス画面に表示される武器アイコンの数値によって現在の強化程度が確認できるようになっている。

### 武器
武器は数種類が登場し、各機種版で入手経路や内容は異なる。戦闘中でも自由に切替えることができる。重量の概念があり、重量が重い武器ほど戦闘中の行動に制限が付く。
コンバットナイフ接近しないと無効（ライラが最初から所持している武器。PCエンジン版ではボタンを押しっぱなしでも攻撃可能）。
ハンドガン単発攻撃しか出来ない（ライラが最初から所持している武器。PCエンジン版では病院でサンドラに一時的に貸し与える）。
ブッシュナイフMSX2版のみに登場
アサルトライフルライフルだがPCエンジン版では連射攻撃が可能（PCエンジン版はゴードンから貰う）。
ショットガンPC88版では弾は拡散しない（PCエンジン版ではキャメロンから貰う）。
サブマシンガンMSX2版にのみ登場
グレネードランチャー（PCエンジン版ではクロネンバーグを救出後に貰う）
マシンガン（PCエンジン版ではロメロから貰う）
フレイムスローワー（火炎放射器）PC88版から追加された武器。水辺のクリーチャーに対してダメージ増加（PCエンジン版ではピーターから貰う）。
バズーカ（PCエンジン版ではキャッスルが所持している武器）

## ストーリー
穏やかな田舎町であるチャニーズ・ヒルには、「黄泉路」と呼ばれる異世界とつながっており、ブラウニング一族は「黄泉路の防人」として、「黄泉路」の封印に当たっていた。だが、新しく町長に就任したウェルズが強行した土地開発事業により「黄泉路」が解放された結果、「黄泉路」からクリーチャーがあふれ出し、町は地獄絵図と化する。異変解決のために警察、調査団、軍隊が投入されるも、帰還者がなかったため、政府は超能力特殊部隊「S-SWAT」を投入する。しかし、切り札であった彼らすらもクリーチャーの前に散り散りになり、消息を絶ってしまう。
その後、S-SWAT新人隊員ライラ・アルフォンが皆に遅れる形で、チャニーズ・ヒルに到着する。
やがて、彼女は自分がブラウニング一族の血を引くことを初めて知る。

## 主な登場人物

### S-SWAT
ライラ・アルフォン
本作の主人公。「黄泉路の防人」ブラウニング一族の血を引くが、本人はそのことを知らない。
1966年6月5日にチャニーズヒルに生まれ、その後他の町に移り住む。
父親のマーチンはライラの誕生日に死別、母親のエミリアはライラが10歳の時に死別した（PCエンジン版では年齢は21歳と言う設定）。
ジェイク・ロメロ大佐
S-SWAT隊長。単身で黄泉路へつながる遺跡の調査に向かうが、クリーチャーの前に命を落とし、操られてしまう（PCエンジン版ではジャック・ロメロ表記、45歳）。
ヘザー・クロネンバーグ中尉
S-SWAT副長。重傷を負うが、自らの命と引き替えにライラにPS処理を行い、彼女の潜在能力を引き出した（PCエンジン版では28歳）。
ビル・キャメロン少尉
S-SWATの切り込み隊長。ショットガンを武器とする。ライラ以外では唯一最後まで生き残り、続編にも登場する（PCエンジン版では32歳）。
グレッグ・キャッスル伍長
どの機種でも遺跡で死んだ姿での対面となる。S-SWATの通信と輸送担当であった（PCエンジン版では29歳）。
ウォルター・スコット
MSX版のみ登場する通信兵、レシーバーを持っているがクリーチャーにより命を落とす。
ジョルジ・ハイアムズ
MSX版のみ登場する。既に命を落としていて調べるとクリーチャーとなって襲いかかってくる。

### チャニーズ・ヒルの住人
カーペンター牧師
町の中心にある教会の牧師。教会は唯一クリーチャーの襲撃を受けない場所で、生存者やライラの拠点となる。教会が襲われない理由はカーペンターも知らず、神の加護だと信じていた。
キャリー
大学で民族学を教えている女性。教会にいち早く避難していた。続編で再登場しライラと再会する。
ブラウニング卿
チャニーズ・ヒル前町長で故人。黄泉路を封印するために町に様々な施設を作り、一族でそれを守ってきた。S-SWATの設立者でもあり、ライラの祖父にあたる。
ウェルズ
チャニーズ・ヒル現町長。ブラウニング卿に反対されていた土地再開発計画を強行し、その結果、黄泉路を解放することになってしまう。
ジャネット
小学校の女性教師でキャロルの担任。ライラにキャロル捜索を依頼する。
フランクリン軍曹
壊滅した陸軍の生き残り。ゴードン曹長と共に生存者の救出に当たっている。
キャロル
ジャネットの受け持ちの生徒、ジャネットとはぐれて小学校に逃げ遅れたまま孤立してしまう。
ウェス・ブラウニング
単独行動を取っている謎の青年。その正体は前町長のブラウニング卿の孫であり、ライラの親戚にあたる。
ホイットマン
遺跡を調べていた初老の考古学者。町の歴史に詳しい。MSX版には登場しない。
ピーター
ドラッグストアを経営している黒人男性。

ゴードン曹長
S-SWATより先に派遣された軍人でフランクリンの上司。くわえ煙草が特徴的。
ドクター・バス
病院に勤務する医師。クリーチャーの生態を調べるために解剖を試みる。会話が可能なのはPC88版以降。
サンドラ
病院勤務の看護婦、意識不明のパトリックを看護しているために病院に立て篭もっている。
フラン
クリーチャー襲撃から逃れるために山小屋に立て篭もっている女性。恋人のスティーブンの戻りを待っている。
オマドーン
インディアンの老婆でチャニーズ・ヒルの伝承に詳しく古代文字を読める（PCエンジン版ではオマドーンを連れて石碑を見る前に教会に戻るとゲームが進まなくなる）。
ロジャー
墓守で元軍人、ピーターとは同じ部隊にいた。墓地で死亡しており、機種によって死亡時の細部が異なる。
パトリック
意識不明の状態の青年。
スティーブン
フランの恋人で食料を探しに下山している。機種によっては生存したり死んでいたりする。
ハーバート
図書館の中にいる中年の男性。MSX版のみ。PC88版以降は設定の一部が変更され図書館そのものが最初から廃墟扱い。
サム・ブラウニング
黄泉路が開いたために真っ先に被害に逢う。MSX版のみ。
トビー・ブラウニング
サムと同じく命を落とすが、彼はゾンビ化して襲ってくる。MSX版のみ。

## 移植版
| No. | タイトル                    | 発売日        | 対応機種   | 開発元               | 発売元               | メディア           | 型式    | 備考 |
| --- | --------------------------- | ------------- | ---------- | -------------------- | -------------------- | ------------------ | ------- | ---- |
| 1   | 死霊戦線 ブラウニングの復活 | 1988年7月5日  | PC-8801    | ファン・ファクトリー | クロスメディアソフト | フロッピーディスク | -       |      |
| 2   | 死霊戦線                    | 1989年3月24日 | PCエンジン | ファン・ファクトリー | ビクター音楽産業     | 2メガビットHuCARD  | JC63002 |      |

## スタッフ
PC-8801版
- ゲーム・デザイナー：岩本克也、くりばやしまさひろ
- システム・エンジニア：金子泰士
- グラフィック・デザイナー：岩本克也、おくむらまさこ、かいぬまとしゆき、ふせひとみ
- サウンド・アドバイザー：青木隆浩
- 音楽：萩原秀幸
- 追加音楽、効果音：すみよしあきひろ、たかはしひろふみ、あかさかじゅんいち、さとうまなぶ
- アシスタント：たていしるみこ
- プログラマー：たかやまひろゆき、金子泰士
- ディレクター：岩本克也
- テクニカル・ディレクター：金子泰士
- アシスタント・ディレクター：くりばやしまさひろ
- プロデューサー：伊藤高信

## 評価
PCエンジン版
ゲーム誌『ファミコン通信」』の「クロスレビュー」では合計19点（満40点）、『マル勝PCエンジン』では7・5・5・5の合計27点（満40点）、『PC Engine FAN』の読者投票による「ゲーム通信簿」での評価は以下の通りとなっており、19.66点（満30点）となっている。また、この得点はPCエンジン全ソフトの中で355位（485本中、1993年時点）となっている。
| 項目 | キャラクタ | 音楽 | 操作性 | 熱中度 | お買得度 | オリジナリティ | 総合  |
| 得点 | 3.24       | 3.34 | 3.21   | 3.38   | 3.11     | 3.37           | 19.66 |

PC-8801版
ライター・風のイオナはマイナビニュースに寄せた記事の中で、VR化してほしい作品として本作を取り上げており、マップ上に配置された死体に話しかけるとゾンビ化して襲い掛かってくるさまが恐ろしかったと振り返っている。